# (5943) Lovi
(5943) Lovi (1984 EG) – planetoida z pasa głównego asteroid okrążająca Słońce w ciągu 3,31 lat w średniej odległości 2,22 j.a. Odkryta 1 marca 1984 roku.